# SongBird
SongBird is een Nederlands platenlabel, dat trance en house uitbrengt. Het werd in 1997 opgericht door Tijs Verwest en Arny Bink en is een sublabel van het in Breda gevestigde Black Hole Recordings.
Het label is bekend door de uitgave van de populaire trance-serie In Search of Sunrise van diskjockey Tiësto. Op het label kwam werk uit van onder meer Alkatraz, Ben Preston, Clear View, Cor Fijneman, Deadmau5, Emilio Fernández, Kimito Lopez, Moonbeam, Russel G., Steve Forte Rio, Tiësto en Richard Durand.